# 14th Street-Eighth Avenue
14th Street-Eighth Avenue is een station van de metro van New York aan de Eighth Avenue Line en de Canarsie Line. Het station ligt op de kruising van Eight Avenue en 14th Street in Manhattan.